# Submyotodon caliginosus
Submyotodon caliginosus (Tomes, 1859) è un pipistrello della famiglia dei Vespertilionidi diffuso nell'Ecozona orientale.

## Descrizione

### Dimensioni
Pipistrello di piccole dimensioni, con la lunghezza della testa e del corpo tra 43 e 47 mm, la lunghezza dell'avambraccio tra 32,5 e 34 mm, la lunghezza della coda tra 38 e 39 mm, la lunghezza del piede di 7 mm e la lunghezza delle orecchie tra 13 e 14,5 mm.

### Aspetto
La pelliccia è lunga, soffice e setosa. Il colore generale del corpo è nerastro con le punte dei peli dorsali giallo-brunastre brillanti e ventrali bruno-grigiastre. Il muso è corto, appuntito e ricoperto completamente di peli. Due ciuffi di lunghi peli si estendono lateralmente come dei baffi sopra il labbro superiore. Le orecchie sono relativamente corte, strette e con l'estremità arrotondata ed un incavo sul bordo posteriore alla base sopra un lobo rotondo. Il trago è lungo meno della metà del padiglione auricolare, il margine anteriore è dritto, quello posteriore è curvo e con un distinto incavo alla base. Le membrane alari sono marroni scure e ricoperte di file di piccole macchioline chiare e sono attaccate posteriormente alla base delle dita dei piedi i quali sono piccoli. La coda è lunga ed inclusa completamente nell'ampio uropatagio.

## Biologia

### Alimentazione
Si nutre di insetti.

## Distribuzione e habitat
Questa specie è diffusa nell'Afghanistan nord-orientale, Pakistan settentrionale, Nepal, Bhutan, stati indiani dell'Himachal Pradesh, Assam, Jammu e Kashmir, Jharkhand, Meghalaya, Mizoram, Uttarakhand Sikkim, West Bengal e nelle provincia cinese dello Xizang centro-meridionale.

## Conservazione
Questa specie è stata valutata dalla IUCN come sottospecie di Myotis muricola.